# Reiner Ulmcke
Reiner Ulmcke (* 26. März 1937 in Saarlouis) ist ein ehemaliger deutscher Kommunalpolitiker und war von 1977 bis 2002 Oberbürgermeister der Kreisstadt Homburg.

## Lebenslauf
Reiner Ulmcke wurde 1937 in Saarlouis geboren und lebt seit 1945 in Homburg, wo er die Schule besuchte und das Abitur ablegte. Jurastudium und Referendarzeit absolvierte er in Berlin und Saarbrücken. Danach arbeitete er zehn Jahre in der saarländischen Finanzverwaltung, zuletzt als Leiter des Finanzamtes Homburg. 1974 wurde er für die CDU in den Homburger Stadtrat gewählt. 1977 erfolgte durch den Stadtrat seine Wahl zum Oberbürgermeister, 1986 seine erste Wiederwahl. 1996 wurde er durch Urwahl ein drittes Mal im Amt bestätigt.
1965 heiratete er seine erste Frau Senta (geb. Quirin), die 1980 verstarb. 1982 ehelichte er seine zweite Frau Helga (geb. Pilz). Er hat drei Kinder.
Reiner Ulmcke ist der Träger des Bundesverdienstkreuzes am Bande und wurde 2007 in Anerkennung seiner hohen Verdienste zum Ehrenbürger der Stadt Homburg ernannt. Sein Bruder Axel Ulmcke ist Kommunalpolitiker für die FWG in Homburg.

## Berufliche Schwerpunkte
Den Schwerpunkt seiner Arbeit setzte Reiner Ulmcke in die Stärkung des Wirtschaftsstandortes Homburg, der bei Ulmckes Ausscheiden aus dem Amt mit weit über 30.000 Arbeitsplätzen bei 46.000 Einwohnern die höchste Arbeitsplatzdichte des Saarlandes und der Pfalz aufwies. Dies gelang insbesondere durch die Ansiedlung eines dritten Bosch-Werkes in Homburg (1980) sowie zahlreicher Klein- und Mittelbetriebe. Weitere wichtige Anliegen waren Ulmcke die Neugestaltung von Homburgs Innenstadt (z. B. durch Fußgängerzonen, Plätze, Brunnen, Denkmäler und Skulpturen) und die Altstadtsanierung, die Belebung Homburgs als Einkaufsstadt, der Ausweis von Gewerbe- und Wohngebieten, die Anlegung des Stadtparkes (ab 1982), das Angebot eines niveauvollen Kulturprogramms, die Unterstützung des Sports sowie die Förderung des Geschichtsbewusstseins. Hinzu kam eine gleichmäßige Verbesserung der Infrastruktur in allen Stadtteilen.
Von überregionaler Bedeutung war 2002 der erfolgreiche Prozess zur Reduzierung des Outlet-Centers in Zweibrücken.
Ehrenamtlich war Reiner Ulmcke u. a. ab 1984 für drei Amtsperioden Präsident des saarländischen Städte- und Gemeindetages sowie für die gleiche Zeitspanne Vizepräsident. Von 1981 bis 2002 war er Vorsitzender der Stiftung Römermuseum Homburg-Schwarzenacker. Das Römermuseum Schwarzenacker wurde in dieser Zeit unter der Leitung von Alfons Kolling wesentlich erweitert. Ulmcke ist Mitglied des Aufsichtsrates des Fußballvereins FC 08 Homburg und zweiter Vorsitzender der Paul-Fritsche-Stiftung Wissenschaftliches Forum und der Freunde des Universitätsklinikums Homburg e.V.

## Veröffentlichungen
- Reiner Ulmcke: Homburg – Vergangenheit und Gegenwart, eine informative Gesamtdarstellung der Homburger Geschichte, Selbstverlag der Stadt Homburg, Homburg 2015, ISBN 978-3-00-050601-7.